# Rafael Figueroa
Rafael Alejandro Figueroa Gómez (Torreón, Coahuila, México; 14 de marzo de 1983) es un exfutbolista mexicano. Jugaba como defensa y su último equipo fue los Leones Negros de la Universidad de Guadalajara. Actualmente es auxiliar técnico del Club Santos Laguna. 

## Biografía
Figueroa nació en la ciudad de Torreón, en el estado de Coahuila, México. Pertenece a una familia ligada al deporte, su hermano Gustavo Figueroa fue figura en el Taekwondo con participaciones internacionales, su hermana Cristina Figueroa destacaba en el Voleibol antes de casarse y su abuelo materno, Raúl Gómez de la Fuente fue una de las figuras más importantes del basquetbol lagunero. Es hijo de Teresita Gómez.

## Trayectoria
Surgió de las fuerzas básicas del Club Santos Laguna, con la intención de que se fuera fogueando fue prestado en el 2003 a Altamira de la "Primera División A" donde jugó por dos torneos y participó en 25 partidos. El Apertura 2004 fue prestado al León, en donde tuvo 13 participaciones. Para el Clausura 2005 estuvo con los Delfines de Coatzacoalcos con quienes jugó 21 partidos.
A partir del Apertura 2005 regresó al Santos con quien logró su debut en primera división el 20 de agosto de 2005 en Culiacán, en un partido que ganó el Santos de visitante 0-3 a los Dorados de Sinaloa, el técnico encargado de debutarlo fue Eduardo de la Torre. Comenzó jugando como lateral derecho para después terminar haciéndose de la titularidad jugando como defensa central. Anotó su primer gol el 29 de enero de 2006 en la derrota de su equipo 3-4 contra el Club de Fútbol Atlante.
Fue pieza clave en la defensa lagunera haciendo dupla con Fernando Ortiz en el superliderato del Santos del Apertura 2007 y en el campeonato del Clausura 2008, en esta temporada jugó 43 de 44 partidos debido a que recibió una expulsión contra el Club de Fútbol Monterrey el 2 de marzo de 2008. Consiguió su segundo campeonato con el club el Clausura 2012 en donde empezó jugando de titular junto a Felipe Baloy, pero después terminó en la banca debido al buen momento futbolístico por el que estaba pasando Aarón Galindo.
El 10 de mayo de 2014 anotó el primer doblete en su carrera en las semifinales del Torneo Clausura 2014, a pesar de la victoria de Santos 4-2 sobre Pachuca, fueron eliminados debido al gol de visitante. Consiguió el título de la Copa México Apertura 2014 el 4 de noviembre, cuando Santos derrotó al Puebla Fútbol Club en penales en la final del torneo. Obtuvo el título de liga cuando su equipo derrotó en la final del Torneo Clausura 2015 a Querétaro por marcador global de 5-3.

## Estadísticas

### Clubes
| Altamira F.C. · México |               |               |     |    |    |    |    |     |     |    |
| 2ª | 2003-04       | 25            | 0   | -  | -  | -  | -  | 25  | 0   |    |
| Total club | Total club    | 25            | 0   | -  | -  | -  | -  | 25  | 0   |    |
| León A.C. · México |               |               |     |    |    |    |    |     |     |    |
| 2ª | 2004          | 13            | 0   | -  | -  | -  | -  | 13  | 0   |    |
| Total club | Total club    | 13            | 0   | -  | -  | -  | -  | 13  | 0   |    |
| Delfines de Coatzacoalcos · México |               |               |     |    |    |    |    |     |     |    |
| 2ª | 2005          | 21            | 0   | -  | -  | -  | -  | 21  | 0   |    |
| Total club | Total club    | 21            | 0   | -  | -  | -  | -  | 21  | 0   |    |
| C. Santos Laguna · México |               |               |     |    |    |    |    |     |     |    |
| 1ª | 2005-06       | 27            | 2   | -  | -  | -  | -  | 27  | 2   |    |
| 1ª | 2006-07       | 35            | 1   | -  | -  | -  | -  | 35  | 1   |    |
| 1ª | 2007-08       | 43            | 1   | -  | -  | -  | -  | 43  | 1   |    |
| 1ª | 2008-09       | 38            | 0   | -  | -  | 7  | 0  | 45  | 0   |    |
| 1ª | 2009-10       | 19            | 0   | 2  | 0  | 4  | 0  | 25  | 0   |    |
| 1ª | 2010-11       | 16            | 1   | -  | -  | 8  | 1  | 24  | 2   |    |
| 1ª | 2011-12       | 19            | 1   | -  | -  | 6  | 0  | 25  | 1   |    |
| 1ª | 2012-13       | 25            | 0   | -  | -  | 6  | 0  | 31  | 0   |    |
| 1ª | 2013-14       | 20            | 3   | 5  | 0  | 6  | 0  | 31  | 3   |    |
| 1ª | 2014-15       | -             | -   | 2  | 0  | -  | -  | 2   | 0   |    |
| Total club | Total club    | 242           | 9   | 9  | 0  | 37 | 1  | 288 | 10  |    |
| Universidad de Guadalajara · México |               |               |     |    |    |    |    |     |     |    |
| 2ª | 2015-16       | 28            | 1   | 2  | 0  | -  | -  | 30  | 1   |    |
| 2ª | 2016-17       | 22            | 2   | 2  | 0  | -  | -  | 24  | 2   |    |
| Total club | Total club    | 54            | 3   | 4  | 0  | -  | -  | 58  | 3   |    |
| Total carrera | Total carrera | Total carrera | 355 | 12 | 13 | 0  | 37 | 1   | 405 | 13 |
| (1)Incluye datos de la Copa México e InterLiga (2010) (2)Incluye datos de la Concacaf Liga de Campeones (2008-09, 2010-11, 2011-12, 2012-13), SuperLiga Norteamericana (2008, 2009) y Copa Libertadores de América (2014) |               |               |     |    |    |    |    |     |     |    |

## Palmarés

### Campeonatos nacionales
| Título          | Club             | País   | Año  |
| --------------- | ---------------- | ------ | ---- |
| Torneo Clausura | C. Santos Laguna | México | 2008 |
| Torneo Clausura | C. Santos Laguna | México | 2012 |
| Copa México     | C. Santos Laguna | México | 2014 |
| Torneo Clausura | C. Santos Laguna | México | 2015 |